# Evanđelje po Letećem Špagetnom Čudovištu
Evanđelje po Letećem Špagetnom Čudovištu, satirička knjiga pisca Bobbyja Hendersona koja sadrži glavna vjerovanja parodijske religije Crkve Letećeg Špagetnog Čudovišta ili pastafarizma. Leteće Špagetno Čudovište stvorio je Bobby Henderson u otvorenom pismu odaslanu Odboru za obrazovanje Države Kansasa u kojem je parodirao koncept inteligentnog dizajna. Nakon što je Henderson postavio pismo na svoje mrežno mjesto, ono je postalo internetski fenomen i pojavilo se u mnogim velikim novinama, što je privuklo pažnju izdavača knjiga. Objavljeno u ožujku 2006. u izdanju Villard Booksa, Evanđelje elaborira pastafarijanska vjerovanja navedena u otvorenom pismu.
Evanđelje sadrži mit o stvorenju, skup zapovijedi i vodič za evangelizaciju te raspravlja o povijesti i životnom stilu iz pastafarističke perspektive. Henderson rabi satiru da prikaže propuste u kreacionizmu i dokaže Leteće Špagetno Čudovište, satirizirajući pokret inteligentnog dizajna u postupku. Knjiga, koja je prodana u više od 100 000 primjeraka, općenito je dobro primljena.

## Sažetak

### Pastafaristički mit o stvorenju

#### Kapetan Mosey i osam „Zaista bih radije volio da ne...”
1. Zaista bih radije volio da se ne ponašaš kao naoko pobožna svetija-od-tebe guzica kada opisuješ moju nudlastu dobrostivost. Ako koji ljudi ne vjeruju u mene, u redu je. Zaista, nisam tako tašt. Osim toga, ovo nije o njima i ne mijenjaj temu.
2. Zaista bih radije volio da ne rabiš moju egzistenciju kao sredstvo za ugnjetavanje, podjarmljivanje, kažnjavanje, evisceriranje i/ili, ma znaš, da budeš zao prema drugima. Ne zahtijevam žrtve, a čistoća je za pitku vodu, ne za ljude.
3. Zaista bih radije volio da ne sudiš ljudima po tome kako izgledaju, ili kako se odijevaju, ili kako govore, ili, gle, samo budi dobar, u redu? Oh, i utuvite si ovo u svoje tvrde glave: žena = osoba. muškarac = osoba. Samey = Samey. Jedan nije bolji od drugoga, osim ako ne govorimo o modi i oprosti mi, no ovo sam dao ženama i onim dečkima koji znaju razliku između kržuljaste i fuksije.
4. Zaista bih radije volio da se ne odaješ odnosu koji vrijeđa tebe ili tvojega voljna, suglasna partnera zakonske dobi I mentalne zrelosti. Što se tiče svih onih koji bi mogli prigovoriti, mislim da je pravi izraz "jebi se", osim ako to ne smatraju uvredljivim jer u tom slučaju mogu isključiti TV barem jedanput i umjesto toga otići u šetnju.
5. Zaista bih radije volio da ne izazivaš bigotne, mizoginske, mržnjom zadojene ideje drugih na prazan želudac. Jedi pa potom pođi za kurvama.
6. Zaista bih radije volio da ne gradiš mnogo milijuna dolara vrijedne sinagoge/crkve/hramove/džamije/svetišta u moju nudlastu dobrostivost kada bi se novac mogao bolje potrošiti na (odaberi sam):
I. dokidanje siromaštva
II. liječenje bolesti
III. življenje u miru, ljubljenje sa strašću i smanjenje troška kabelske.
Možda jesam složenougljikohidratno sveznajuće biće, no uživam u jednostavnim stvarima u životu. Morao bih znati. Ja JESAM tvorac.
7. Zaista bih radije volio da ne ideš uokolo govoriti ljudima da sam razgovarao s tobom. Nisi toliko zanimljiv. Prijeđi preko sebe. I kazao sam ti da ljubiš svoga sudruga, ne razumiješ li znak?
8. Zaista bih radije volio da ne činiš drugima ono što ne bi htio da drugi tebi čine ako si završio u, hm, stvarima koje rabe mnogo kože/lubrikanta/vazelina. Ako je druga osoba u tome, ipak (vidi točku 4.), obavi što imaš, napravi slike, i za ljubav Mikeovu, stavi KONDOM! Iskreno, riječ je o običnu komadu gume. Da nisam želio da se osjećaš dobro dok to činiš, bio bih dodao šiljke ili već nešto.